# Anita Tørring
Anita Tørring (født 19. januar 1979) er en kvindelig dansk stangspringer, som har deltaget ved EM i atletik. Hun stiller op for Sparta Atletik.
I 2006 vandt hun Inde-DM med et spring på 4.20 m hvilket var personlig rekord. I 2007 blev hun dansk mester til både DM og Inde-DM.
I 2006 var hun lige ved, at måtte melde afbud til EM da hun var blevet ramt i øjet af en blomme under en køretur.
Hun blev desuden i 2002 kåret til Årets Fund i Dansk Atletik.
Hun er ikke relateret med Jesper Tørring.

## Deltagelse ved mesterskaber

### Internationale mesterskaber

#### Senior
- 2007: EM-inde – 4.05 m
- 2006: EM – #23 – 4.00 m
- 2005: EM-inde – #25 – 3.80 m
- 2002: EM – #24 – 4.00 m

#### Ungdoms
- 2001: U23-EM – #19 – 3.65 m
- 1999: U21-NM – #4 – 3.40 m

### Danske mesterskaber
- 2007
  - DM – #1 – 3.75 m
  - DM-Inde – #1 – 4.00
- 2006
  - DM-Inde – #1 – 4.20
- 2005
  - DM – #1 – 3.95
  - DM-Inde – #1 – 4.00
- 2004
  - DM – #1 – 4.00
  - DM-Inde – #1 – 4.10
- 2003
  - DM – #1 – 4.00
  - DM-Inde – #2 3.90
- 2002
  - DM – #2 – 4,10
  - DM-Inde – #2 3.60
- 2001
  - DM – #2 – 3,71
  - DM-Inde – #2 – 3.80
- 2000
  - DM – #1 – 3.80
- 1999
  - DM – #3 – 3.25